# AC-840
La carretera autonómica AC-840, empieza en Betanzos (La Coruña) en la intersección con la AC-542, a Mesón do Vento y Santiago de Compostela y acaba en Agolada (Pontevedra. En la provincia de Pontevedra, esta carretera cambia de nomenclatura y pasa a denominarse PO-840. Además la carretera pasa por Oza dos Rios, Curtis y Melide. La antigua nomenclatura era C-540.
- Datos: Q5653510
- Multimedia: Category:AC-840 / Q5653510